# Piensaari (ö i Norra Savolax)
Piensaari är en ö i Finland. Den ligger i sjön Unnukka och i kommunen Varkaus i den ekonomiska regionen  Varkaus ekonomiska region  och landskapet Norra Savolax, i den sydöstra delen av landet, 280 km nordost om huvudstaden Helsingfors. Öns area är 0,4 hektar och dess största längd är 200 meter i öst-västlig riktning.